# Famille de Renesse
La famille de Renesse est une très vieille famille féodale originaire de la ville de Renesse, à la pointe de la Zélande, dont la filiation est attestée depuis au moins les 11è et 12ème siècle.
La famille est issue des comtes de Hollande, dont ils portent les armoiries. Ceux-ci descendent eux-mêmes des ducs d’Aquitaine dont l’origine remonte aux rois Francs. Les Renesse proviennent en ligne directe du roi Frison Radbod (670-719) et sont dans la lignée des arrières petits-fils (x13) de Charlemagne via Diederick VI, douzième comte de Hollande, de Zélande et de Frise, puis son fils, Pélerin de Hollande (Pelgrim), qui épouse Walburge van Renesse, Voorne, Moermont, Haamstede née en 1100.
Une branche de la famille demeure en Hollande, où elle s'éteint en 1855, tandis qu'une branche belge s'installe dans les Pays-Bas du Sud avec Frederik van Renesse (†1538), Drossaard de Breda et conseiller de Charles Quint, qui y acquiert des seigneuries à Oostmalle et à Warfusée notamment.
Faisant partie des plus anciennes et des plus illustres maisons de la haute noblesse Belge, les membres de la famille sont qualifiés comtes de Saint-Empire en 1609, tous reconnus comtes depuis 1816.

## Histoire
L'ancêtre le plus ancien de cette famille est Jan van Renesse qui est mentionné dans une charte, considérée comme mineur en 1318 et comme chevalier en 1340. Les branches néerlandaises du nord et du sud descendent de lui. La première branche s'appelle plus tard Van Renesse van Wilp du nom de la seigneurie de Wilp, qui est entrée dans la famille par mariage en 1495.
La branche des Pays-Bas du Sud commence avec Frederik van Renesse (†1538) qui a acquis des seigneuries dans les Pays-Bas du Sud (Oostmalle), et par son mariage vers 1501; sa femme Anna van Hamal(e) (†1550) était entre autres Dame d'Elderen et de Warfusé. Leur fils Jan van Renesse (†1561) était seigneur de Warfusée. La seigneurie de Warfusée est élevée au rang de comté, le 20 janvier 1609 par l'empereur Rodolphe II au profit de René de Renesse, en même temps nommé comte du Saint Empire romain germanique, qui appartient à une branche plus jeune. La branche familiale belge descend de lui.
La branche hollandaise a pris fin en 1855, la branche noble belge van Renesse van Elderen a survécu jusqu'aux temps modernes.

## Héraldique
Les armoiries de la famille de Renesse sont représentées dans l'Armorial de Gelre (folio 84r) et dans l'Armorial de Bavière (folio 14v - G026 et K025).
Blasonnement : De gueules billeté d'or, un lion d'or guardant, armé et lampassé d'azur.

Armoiries vers 1483 telles que représentées dans l'armorial anonyme intitulé "Codex 148".
Représentation selon le registre du Haut Conseil de la Noblesse (nl)
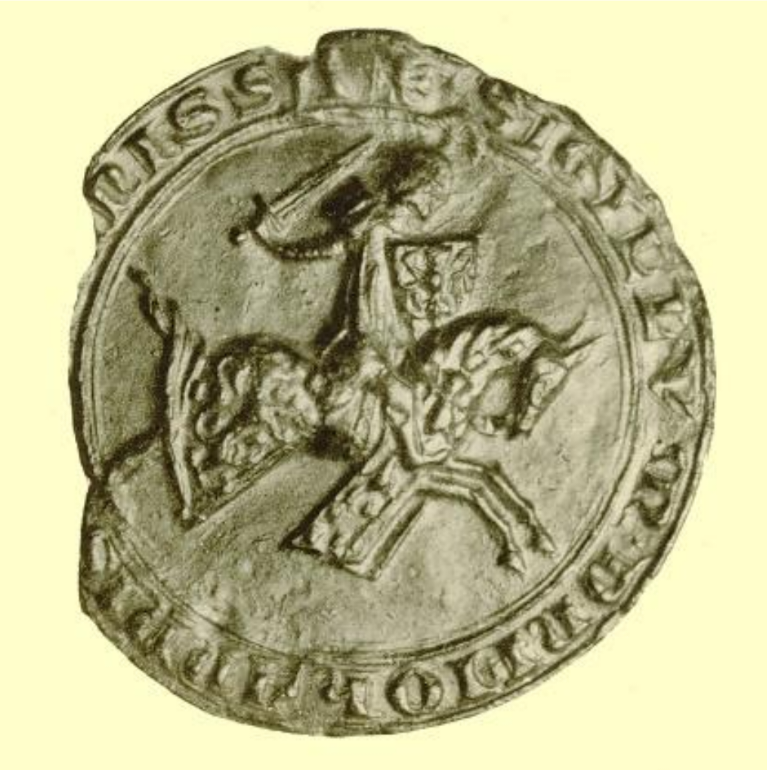
Sceau Jan van Renesse (Jean de Renesse)

## Membres
- René de Renesse, (mort en 1637) 1er Comte de Warfusée et chevalier de la Toison d'Or.
- Jean III de Renesse participe à la bataille des éperons d'or du 11 juillet 1302, menant les milices de Zélande.

## Sources

### Pays-Bas septentrionales
- I. W. DES TOMBE, Het geslacht van Renesse van den Oorsprong tot 1430, Den Haag, 1897.
- Nederland's Adelsboek, 2004–2005, p. 153-165.
- Arie VAN STEENSEL, Edelen in Zeeland. Macht, rijkdom en status in een laatmiddeleeuwse samenleving. [Z.p., z.n., 2010] (proefschrift)

### Pays-Bas méridionales
- I. DE STEIN D’ALTENSTEIN, Renesse, in Annuaire de la noblesse de Belgique, Brussel, 1853.
- T. DE RENESSE, Silhouettes d’Ancêtres, Brussel, 1928.
- Oscar COOMANS DE BRACHÈNE, État présent de la noblesse belge, Annuaire 1997, Brussel, 1997.
- Jean-François HOUTART, Anciennes familles de Belgique. Bruxelles, Office généalogique et héraldique de Belgique, 2008, p. 52.
- Frederik BUYLAERT, Repertorium van de Vlaamse adel (1350-1500), Gent, Academia Press, 2011.